# Allococalodes cornutus
Allococalodes cornutus là một loài nhện trong họ Salticidae.
Loài này thuộc chi Allococalodes. Allococalodes cornutus được Fred R. Wanless miêu tả năm 1982.